# 長内美那子
長内 美那子（おさない みなこ、1939年〈昭和14年〉2月17日 - ）は、日本の女優。本名、宗像 美那子。旧姓名は芸名と同じ。身長155cm、体重41kg。夫は俳優の宗方勝巳。
青森県弘前市出身。青森県立弘前高等学校、共立女子大学卒業。プロマージュ、アイティ企画所属（業務提携）。

## 人物
大学進学と同時に演劇部に入部。
在学中の1959年に劇団青年座に所属し、1960年の舞台『八段』でデビュー。1971年に退団するまで『天一坊七十番』『肥前風土紀』などの舞台に出演する。
1964年、日活『生きている狼』で映画初出演。以後、『男の紋章・俺は斬る』（1965年）、『東京ナイト』（1967年）、などの映画に出演する。
1965年、ライオン奥様劇場（フジテレビ）で放送された『愛染かつら』のヒロイン・高石かつ枝役で一躍脚光を浴びる。『愛染かつら』は平均視聴率28%を獲得している。当時の人気を紹介した記事の中で「現代離れした内容なので最初は受けるとは思いませんでしたが、女学生からのファンレターが殺到して驚きました」と述べている。
以後、昼メロでヒロイン役を多数演じる。
宗方勝巳とは、1966年のライオン奥様劇場の『古都』の共演がきっかけで1967年に結婚し、二男がいる。
戦争朗読劇『この子たちの夏』をライフワークとしている。

## 出演

### テレビドラマ
- ここに人あり 第149回「歩く男」 （1960年8月10日、NHK）
- NECサンデー劇場「妻なればわれも粧わん」（1961年2月12日、NET）
- 東芝日曜劇場（TBS）
  - 第255回「壬申の乱」（1961年10月15日）
  - 第516回「葛飾の女 前編」（1966年10月23日）
  - 第517回「葛飾の女 後編」（1966年12月30日）
  - 第690回「本当の本妻」（1970年3月1日、RKB） - 愛人・久子
  - 第699回「こどもが帰ったあとからは1」（1970年5月3日）
  - 第751回「こどもが帰ったあとからは 最終回」（1971年5月2日）
- 日立ファミリーステージ「隠れた顔」（1961年11月21日、TBS）
- 暗穴道（1962年9月22日、NHK）
- 出世物語（1962年10月31日、NHK）
- 柔道一代（1962年12月 - 1964年10月、TBS）
- 名作推理劇場「囁く死体」（1963年4月14日、NET）
- 浪曲ドラマ「鬼火の宴」（1963年7月10日、NHK）
- 新日本百景 第29回「牙 秋吉・萩」（1963年11月15日、NHK）
- 惑いの午後（1964年、ABC）
- 暖流（1964年、THK）
- 虚空遍歴（1964年、TBS）
- ライオン奥様劇場（CX）
  - 愛染かつら（1965年） - 主演・高石かつ枝
  - 古都（1966年） - 主演・佐田千重子、苗子（二役）
  - 月よりの使者（1966年）
  - 続・愛染かつら（1968年）
- 貸間あり（1965年、CX）
- 大岡政談 池田大助捕物帳 第15話・第36話（1966年 - 1967年、NHK）
- 新吾十番勝負（1966年、TBS / 松竹テレビ室）- 綾姫
- 三匹の侍 第4シリーズ 第7話（1966年、CX） - 雪絵
- 何処へ 第5話 - 第7話、第13話（1966年、NTV）
- 築山殿始末（1966年、CX） - 徳姫 役
- 二人だけの祭 第4話・第5話（1967年、NTV）
- 暖流（1967年、CX） ※（原作は同じだが64年版とは別物）
- 風（1967年、TBS）
- 愛妻くんこんばんは 第6回「夜霧の夢」（1967年11月5日、TBS）
- 西陣物語（1968年、KTV）
- カツドウ屋一代（1968年、MBS）
- 大奥（1968年、KTV） - 袖 
  - 「不倫の円舞曲」
  - 「醜聞に消えた美女」
- 帰って来た用心棒（1968年、NET）
  - 第4話「祇園小路に死す」
  - 第21話「月夜の湯けむり」
- まかしといて!（1968年、TBS）
- 素浪人 花山大吉 第3話「男が男に惚れていた」（1969年、NET） - おしの
- 用心棒シリーズ 俺は用心棒  第2シリーズ 第20話「廻り灯籠」（1969年、NET） - おしず
- あの波の果てまで（1969年、CX）
- 新平四郎危機一発 第18話（1969年、TBS）
- 花と狼 第1話（1969年、CX）
- 怪奇ロマン劇場 最終回・第24回「妖館の少女」（1969年12月27日、NET）
- あゝ忠臣蔵（1969年、KTV） - 鈴田重八の妻・しず
- 大坂城の女（1970年、KTV） - 右京太夫局（重成の母、秀頼の乳母）
- 逢いみての（1970年、CX）
- 夏の嵐 （1971年、TBS）
- 特別機動捜査隊 第522回「想い出の女」（1971年11月3日、NET） - 園美/京子 二役
- 弥次喜多隠密道中 第6話「下部の女」（1971年、NTV） - お葉
- 大江戸捜査網 第56話「さすらい殺法乱れ斬り!」（1972年、12ch）
- パパと呼ばないで（1972年、NTV） - 橋本豊子
- 出雲の阿国（1973年、NET）
- 火曜日の女シリーズ 男と女と（1973年、NTV / 国際放映）- 伴早苗
- お嫁に行きます（1973年、12ch）
- ありがとう 第3シリーズ 第12話（1973年7月12日、TBS / テレパック） - 梅田きよ
- もしも…… （1973年、THK）
- 太陽にほえろ! 第57話「蒸発」（1973年8月17日、NTV） - 江原邦子
- パパ愛してる!!（1974年、NET） - 桂木美枝子
- 八州犯科帳 第2話「朝霧に消えた女」（1974年、CX / C.A.L） - お光
- 子連れ狼 第2部 第4話「しぐれ待ち」（1974年、NTV） - 井上きく
- 愛染かつら（1974年、CX）
- 殺さないで!（1975年、THK）
- 太郎（1975年、NHK）
- 明日への追跡（1976年、NHK） - 落合明子
- お耳役秘帳 第22話「一か八かの挑戦」（1976年、KTV） - あき
- 桃太郎侍  第9話「伊之助慕情」（1976年、NTV） - お秋
- 愛が試される時 （1977年、NHK）
- 水戸黄門（TBS・C.A.L）
  - 第8部 第7話「助さんの身替り亭主 -掛川-」（1977年8月29日） - おちか
  - 第12部 第25話「嘘を承知で親孝行 -富岡-」（1982年2月15日） - お時
  - 第15部 第3話「偽黄門になった黄門様 -伊予-」（1985年2月11日） - おとよ
  - 第16部 第24話「母恋し涙の角兵衛獅子 -新発田-」（1986年10月6日） - おしま
  - 第18部 第22話「祇園太鼓で悪退治 -小倉-」（1989年2月13日） - おかじ
  - 第19部 第6話「因業爺は瓜二つ -仙台-」（1990年10月30日） - おとく
  - 第20部 第19話「姫様騙って悪退治 -長崎-」（1991年3月18日） - お志津
  - 第21部 第22話「仏の里の鬼退治 -彦根-」（1992年8月31日） - お浜
  - 第23部 第23話「命の恩人は大嘘つき -下関-」（1995年1月16日） - お時
  - 第30部 第20話「新妻お娟の大奮闘 -唐津-」（2002年5月27日） - 澄江
  - 第38部 第23話「まぶたの母はおえん!? -鎌倉-」（2008年6月23日） - 清因尼
- 友情（1977年、NHK）
- 青春の門 第24話・第26話（1977年、MBS）
- 銭形平次 第605話「勤続三十年」（1978年、CX・東映） - お篠
- 美しき背信 （1978年、12ch）
- 大岡越前（TBS・C.A.L）
  - 第5部 第7話「かけた情けに怨みの十手」（1978年3月20日） - お茂
  - 第6部 第26話「謎の連続殺人事件」（1982年8月30日） - おとせ
  - 第13部 第4話「掏った財布に葵の御紋」（1992年12月7日） - おさわ
- 江戸を斬るIV 第14話「おゆきお京麻薬地獄へ」（1979年、TBS） - お涼
- 母子草 （1979年、TBS）
- おやこ刑事 （1979年、12ch）
- 鉄道公安官 第8話「俺とスリとあの子」（1979年、ANB）
- 花よめは16歳 （1979年、ANB） - 甘田政江
- 噂の刑事トミーとマツ 第1シリーズ 第12話「張り込み先の珍家族」（1980年） - 張込み宅・受験生の母
- そば屋梅吉捕物帳 第20話「闇に笑うけしの花」（1980年、12ch） - 志乃
- 古都 （1980年、TBS）
- 土曜ワイド劇場（ANB）
  - 「無人霊柩車殺人事件 二度死んだ女」（1980年9月6日）
  - 「スキャンダル殺人事件 破滅が忍びこむ」（1981年11月28日）
  - 「森村誠一 凶学の巣その後 帰って来た非行生徒に教師の反撃!」（1984年3月31日）
  - 「美人秘書殺し 日光鬼怒川、婚約披露パーティー アーチェリーの矢が血に染まる…」（1990年3月31日） - 本宮良子
  - 「事件7・無理心中で息子を殺した女!」（1999年10月2日）
  - 「和久峻三ミステリー赤かぶ検事13 氷見〜高山ブリ街道連続殺人事件!」（2005年5月14日） - 山下日出子
- 土曜ドラマ「空白の900分－国鉄総裁怪死事件－」 （1980年、NHK）- 山本機関士の妻
- ふたりの母 （1980年、CBC）
- 木曜ゴールデンドラマ「百円ケーキの歌」（1981年7月16日、YTV）
- 特捜最前線 第236話「深夜便の女!」（1981年11月25日、ANB）
- ゴールデンワイド劇場「妻の復讐」（1982年7月19日、ANB）
- ザ・サスペンス「温情判事 裁判長の妻は何之殺されたか」（1982年10月9日、TBS） - 宇野節子
- 右門捕物帖  第3話「伝六と女祈祷師」（1982年、NTV、ユニオン映画）
- 擬装結婚 （1983年、MBS）
- 平岩弓枝ドラマシリーズ「花ホテル」（1983年、CX）
- 噂のポテトボーイ（1983年、TBS）
- ニュードキュメンタリードラマ昭和 松本清張事件にせまる 第7回「下山総裁怪死事件 マイ・レール・ロード」（1984年5月25日、ANB）
- 金曜女のドラマスペシャル（CX）
  - 「サヨウナラあなた－あなたも夫を捨てられる－」（1984年12月14日）
  - 「蛇苺」（1987年5月29日）
- 月曜ワイド劇場「嫁・姑・継子 万引き後妻は赤ちゃんを生めないのか!?」（1985年1月21日、ANB）
- 火曜サスペンス劇場（NTV）
  - 「断罪」（1985年4月16日）
  - 「娘という名の他人　東京－孤独－人間不信、殺人者の娘の心が見えない初老刑事の苦悩」（1994年5月31日） - 三村浅子
  - 「殺人迷路　天国からわが子の悲鳴が聞こえる…」（1995年1月31日）
  - 「身辺警護4」（1999年11月2日） - 桑田芳江
- 私鉄沿線97分署 第34話「ラストダンスで一発逆転!!」（1985年） - 河村素雅子
- イエスの方舟 イエスと呼ばれた男と19人の女たち（1985年12月5日、TBS） - 今日子
- いのち（1986年） - 正枝 役
- 長七郎江戸日記 第1シリーズ　第92話「望郷子守唄」（1986年3月18日、NTV）
- 有閑倶楽部 （1986年、CX） - 剣菱百合子
- 銀河テレビ小説「お入学」（1987年、NHK） - 田村啓子
- 金田一耕助の傑作推理 第12作「魔女の旋律」（1990年2月27日、TBS）
- 向田邦子メモリアル じゃがいも（1990年3月22日、ANB）
- 花友禅（1991年、YTV）
- 岡っ引どぶ 第1話「悪魔の小箱殺人事件」（1991年4月10日、CX）
- 素顔のままで（1992年、CX） - 佐々木綾子
- 花王愛の劇場「25周年企画　子子家庭は危機一髪」（1993年、TBS）
- 正しい結婚（1993年1月 - 3月放送、東海テレビ系 / 東宝）
- 愛の劇場・子子家庭は危機一髪（1993年7月19日 - 1993年9月3日放送、TBS系）
- 12時間超ワイドドラマ「織田信長」（1994年1月2日、TX） - 於大の方
- 花王ファミリースペシャル「裸の大将66 1万羽のツルをサギ師に渡すな」（1994年4月3日、KTV）
- グッドモーニング （1994年、CX）
- For You（1955年、CX） - 高邑静子
- ウルトラマンティガ 第1話・第2話・第20話・第45話・第50話（1996年、MBS） - 地球星警備団団長・ユザレ
- 古畑任三郎スペシャル「しばしのお別れ」（1996年3月27日、CX） - 二葉鳳水 [4]
- 暴れん坊将軍シリーズ（ANB / 東映）
  - 暴れん坊将軍VIII（1997年7月12日 - 1998年3月7日） - 鶴姫伯母・月島
  - 暴れん坊将軍IX 第18話「哀切愁々 母子合わせ鏡」（1999年） - おすが
- デッサン（1997年、NTV）
- 葵 徳川三代（2000年、NHK大河ドラマ） - 於万の方
- 陰の季節1 （2000年5月1日、TBS） - 尾坂部静子 役
- バスストップ 第4話（2000年、CX）
- 薔薇の十字架（2002年、CX） - 高畑ゆり子
- 顔（2003年、フジテレビ）
- Et Alors－エ・アロール－（2003年、TBS） - 橋本和子
- 剣客商売 第5シリーズ 第1話「昨日の敵」（2004年、CX / 松竹） - 関山やす
- P&Gパンテーンドラマスペシャル『冬空に月は輝く』（2004年2月11日、CX）
- ホームドラマ!（2004年4月 TBS） - 河野泰子
- 会計士探偵上条麗子の事件推理4・死を呼ぶ老後資金（2006年7月12日、BS-i） - 長谷川梅子
- 警視庁黒豆コンビ2 － 蒼い霧（2007年1月27日、BSジャパン）
- 華麗なる一族 （2007年、TBS） - 伊東夫人
- 篝警部補の事件簿4 古都鎌倉・奇跡の石殺人水脈!（2008年4月16日、BSジャパン）
- 京都鴨川東署迷宮課・おみやさん6（2008年、EX） - 渋井信子
- 月曜ゴールデン（TBS）
  - 「法廷サスペンスSP2　裁判員制度ドラマ　家族〜その時あなたは死刑宣告できますか?〜」（2009年5月18日）
  - 「新 法廷荒らし 猪狩文助〜終の棲家〜」（2015年3月16日、TBS） - 原田節子
  - 「捜査指揮官 水城さや3 全ての責任は私が、とります!」（2015年5月25日） - 丸尾敏代
- NHKスペシャル「ドキュメンタリードラマ　働き盛りのがん」（2009年12月26日、NHK）
- 神戸新聞の7日間（2010年） - 加賀美祥子の母
- コード・ブルー -ドクターヘリ緊急救命-（2010年） ‐ 田所麗子 [5]
- まっつぐ〜鎌倉河岸捕物控〜（2010年） - つた
- 再生巨流（2011年、WOWOW）- 吉野公啓の母
- 下町ロケット（2011年、WOWOW） - 佃和枝
- 相棒 Season 10　第1話「贖罪」（2011年10月19日、EX/東映）- 城戸充（池内万作）の母親・城戸生江
- レベル7（2012年5月28日、TBS） - 真行寺文子
- 検事・霞夕子3　年一回の訪問者（2012年6月8日、CX）
  - 「捜査一課・澤村慶司1」（2013年） - 畑野圭子
- ホリック〜xxxHOLiC〜（2013年） - ひまわりの祖母
- 白衣のなみだ（2013年、東海テレビ） - 菊池妙子
- 水曜ミステリー9
  - 「捜査検事・近松茂道14」（2013年） - 横山多恵
- 紙の月（2014年） - 梨花の母
- 科捜研の女 第13シリーズ 第15話（2014年、EX） - 石川鱒乃
- サイレント・プア 第5話（2014年、NHK） - 園村花世
- プラチナエイジ（2015年4月 - 5月、東海テレビ） - 伊佐山時枝
- 5→9〜私に恋したお坊さん〜 第6話（2015年11月16日、フジテレビ） - 桜庭幸江
- スペシャルドラマ「老人ホーム「ハッピー・ロード」愉快な仲間たちの事件簿」（2016年9月11日、TX） - 高村ふみ
- やすらぎの郷 第15週 （2017年7月10日 - 7月14日、テレビ朝日） - 亀山（茅野）順子

### 映画
- 男の紋章・風雲双つ竜（1963年）
- さすらいの賭博師（1964年）
- 生きている狼（1964年）
- 男の紋章・俺は斬る（1965年）
- 青春のお通り（1965年）
- 新・男の紋章 若親分誕生（1967年）
- 東京ナイト（1967年）
- 任侠 魚河岸の石松（1967年）
- 花の恋人たち（1968年）
- 前科 仮釈放（1969年）
- 朱鞘仁義 お命頂戴（1969年）
- 俺の空（1977年）
- 青葉学園物語（1981年）
- みゆき（1983年）
- てんびんの詩（1988年）
- オーロラの下で（1990年）
- 人間の翼 最後のキャッチボール（1996年）
- 苺の破片（2005年）
- 母のいる場所（2005年）
- ゴーヤーちゃんぷるー（2006年）
- トリコン!!! triple complex（2008年）
- トリコン!!! triple complex RETURNS（2008年）
- ペコロスの母に会いに行く（2013年）
- ビブリア古書堂の事件手帖（2018年）
- しあわせのマスカット（2021年）
- 千夜、一夜（2022年）
- 異動辞令は音楽隊!（2022年）

### 舞台
- 八段（1960年）
- 生きている狼（1964年）
- 天一坊七十番
- 村田英雄特別公演「夫婦春秋」
- ロミオとジュリエット
- この子たちの夏
- 吉幾三特別公演「大家族」
- 出番を待ちながら〜Waiting in The Wings〜（作：ノエル・カワード）

### トーク・バラエティ
- ハイヌーンショー（フジテレビ） - 司会
- みごろ!たべごろ!笑いごろ!（テレビ朝日）